# Гаврилов, Мирослав Степанович
Мирослав Степанович Гаврилов (24 июля 1885, Тарнув, Царство Польское, Российская империя — 15 февраля 1932, Харьков, УССР, СССР) — педагог, ректор Полтавского института народного образования (ИНО), с декабря 1924 года — ректор Харьковского ИНО, с февраля 1930 года — директор Украинского НИИ педагогики.

## Биография
Родился в г. Тарнув (ныне в Польше). В 1903 году окончил гимназию в г. Станислав (ныне Ивано-Франковск), после чего поступил на естественно-математический факультет Львовского университета (окончив его в 1908 году), где участвовал в нелегальном студенческом кружке; стажировался в Берлинском университете (1911). В 1908—1914 годах (с перерывами) учительствовал в украинской гимназии в Станиславе. Печатался в «Литературно-научном вестнике». Летом 1908 года посетил М. С. Грушевского в с. Криворовня (ныне село Верховинского района Ивано-Франковской области).
В начале Первой мировой войны мобилизован в австро-венгерскую армию, после капитуляции Перемышля (ныне Пшемысль, Польша) в 1915 году попал в русский плен: сначала находился в Туркестане (г. Казалинск; ныне город Кызылординской области, Казахстан), с 1916 — в Ташкенте (ныне Узбекистан). Находясь в плену, переписывался с М. Грушевским. С 1918 года — преподаватель украинского языка в украинской школе г. Ташкент, заведующий украинской секции комиссариата образования Туркестанской АССР в составе РСФСР (1919). Член РКП (б) с 1919 года.
Возглавлял отделение образования Галицкого революционного комитета (1920). С сентября 1920 — инструктор Наркомпроса УССР, с декабря 1920 — заведующий Центральным Пролетарским музеем в Полтаве, с июля 1921 — заместитель заведующего Полтавского губернского отдела народного образования. С марта 1922 года — политический комиссар Полтавского института народного образования (ИНО) и кооперативного техникума, затем — ректор Полтавского ИНО. С января 1923 года учился в Коммунистическом университете имени Артёма (Харьков). С декабря 1924 года — ректор Харьковского ИНО, с февраля 1930 года — директор Украинского НИИ педагогики, впоследствии научный работник этого же института; ответственный секретарь Украинского общества работников науки и техники для содействия социалистическому строительству (отделение Всесоюзной ассоциации работников науки и техники для содействия социалистическому строительству в СССР). Получив сведения о неизбежном аресте, покончил с собой.

## Сочинения
- Нерви і душа. «ЛНВ», 1906, т. 35-36, № 9, 11
- Туркестанське українство з погляду культурного і політичного. Ташкент, 1919 [у співавт.].